# Фиск, Джонатан
Джонатан Фиск (англ. Jonathan Fisk; 26 сентября 1778, Амхерст, США — 13 июля 1832, Ньюберг, США) — американский юрист и политик. Член Палаты представителей США от штата Нью-Йорк.

## Биография
Фиск родился в городе Амхерст, Нью-Гэмпшир, США. Посещал государственные школы, преподавал в школе в тауне Уэр, Нью-Гэмпшир, а затем переехал в город Нью-Йорк, чтобы изучать юриспруденцию. В 1799 году был принят в адвокатскую палату округа Уэстчестер штата Нью-Йорк, и в 1800 году начал работать юристом в городе Ньюберг округа Ориндж штата Нью-Йорк.
Избран от Демократическо-республиканской партии в 11-й Конгресс США. С 4 марта 1809 года по 3 марта 1811 года был членом Палаты представителей США от третьего округа штата Нью-Йорк. Переизбран в 13-й и 14-й Конгресс США. С 4 марта 1813 года по 21 марта 1815 года представлял шестой округа штата Нью-Йорк. После окончания срока в Палате принял назначение президента США Джеймса Мэдисона на должность прокурора Южного округа Нью-Йорка. Фиск был утвержден Сенатом США 6 января 1816 года и оставался на своем посту до 30 июня 1819 года. После этого продолжил работать юристом.
Умер в Ньюберге 13 июля 1832 года. Похоронен на кладбище Старого города.

## Личная жизнь
Родился в семье Мэри Брэгг Фиск и Джонатана Фиска, который в 1800 году был назначен судьей по наследственным делам округа Рэндольф. Женился на Саре Ван Клик (1773–1832). У них было четверо детей: Теодор С., Джеймс Л., Дельфина Р. Э. и Мэри М.